# St. Bartholomäus (Nordhalben)

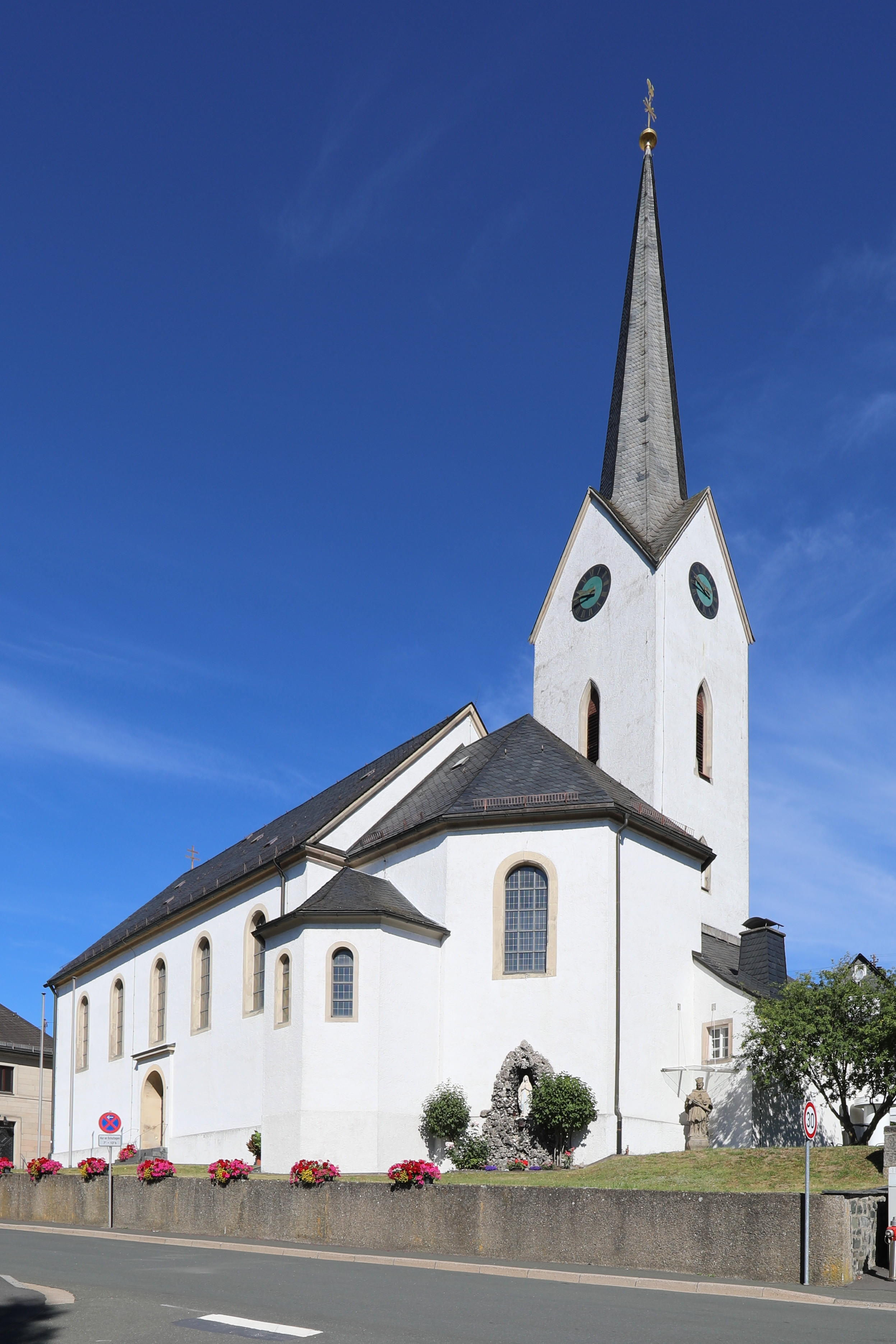
Pfarrkirche St. Bartholomäus in Nordhalben

Die katholische Pfarrkirche St. Bartholomäus steht in Nordhalben, einer Gemeinde im oberfränkischen Landkreis Kronach. Das denkmalgeschützte Gotteshaus wurde im Jahr 1858 nach einem Ortsbrand neu errichtet. Die Pfarrei, im Naturpark Frankenwald gelegen, gehört zum Seelsorgebereich Frankenwald im Dekanat Kronach des Erzbistums Bamberg.

## Geschichte
Ein Pfarrer in Nordhalben ist für 1421 erstmals belegt. Im Jahr 1690 wurde die Kirche als baufällig beschrieben. Von 1707 bis 1715 wurde daher ein Ersatzneubau im barocken Stil errichtet. Am 19. März 1856 zerstörte ein Ortsbrand das Langhaus. Das Chorgewölbe und der untere Teil des Kirchturms, der wohl noch aus dem 16. oder 17. Jahrhundert stammt, blieben stehen. Der Grundstein an der südwestlichen Ecke der Kirche trägt die Jahreszahl 1858. In dem Jahr war das Gotteshaus wieder neu aufgebaut.
Im Jahr 1928 ließ die Kirchengemeinde eine Taufkapelle auf der Südseite des Chores und ein Seitenschiff an der Nordseite des Langhauses anbauen sowie die Sakristei erweitern. Im Jahr 1957 wurde die Apsis mit einem Mosaik geschmückt. Eine Restauration folgte 1959.
In den Jahren 1987/1988 führte der akademische Bildhauer Heinrich Schreiber aus Kronach eine Umgestaltung des Altarraumes durch. Die ehemalige Taufkapelle wurde als Gottesdienstraum für kleine Gruppen neu eingerichtet. Ende der 1990er Jahre wurde das Gotteshaus außen und Anfang der 2000er Jahre innen von Grund auf renoviert.

## Baubeschreibung
Die am östlichen Ende des ehemaligen Marktplatzes stehende Kirche ist ein verputztes Bauwerk mit einem dreiseitig geschlossenen und von einem Gewölbe überspannten Chorraum. Sowohl das fünfachsige Langhaus als auch das Seitenschiff werden von einer hölzernen Flachdecke unter einem gemeinsamen Satteldach überspannt. Die Portale sind rundbogig, die Fenster des Hauptschiffes und Chores ebenfalls. Beim Seitenschiff sind rechteckige Fenster vorhanden. Am westlichen Ende des Hauptschiffes ruht auf zwei Rundsäulen im Innenraum eine eingeschossige, auskragende Orgelempore mit einem modernen Metallgeländer.
Der Chorseitenturm steht im nördlichen Chorwinkel. Im Sockelgeschoss befindet sich ein Tonnengewölbe. Im ersten und zweiten Obergeschoss sind jeweils Spitzbogenfenster angeordnet, im dritten Obergeschoss mit der Glockenstube allseitig hohe, spitzbogige Schallfenster. Darüber befindet sich ein hoher, diagonal gestellter, achtseitiger Helm, bekrönt von Turmknauf, Kuppelkreuz und Wetterhahn. An der Südseite steht im Chorwinkel die dreiseitig geschlossene Taufkapelle.

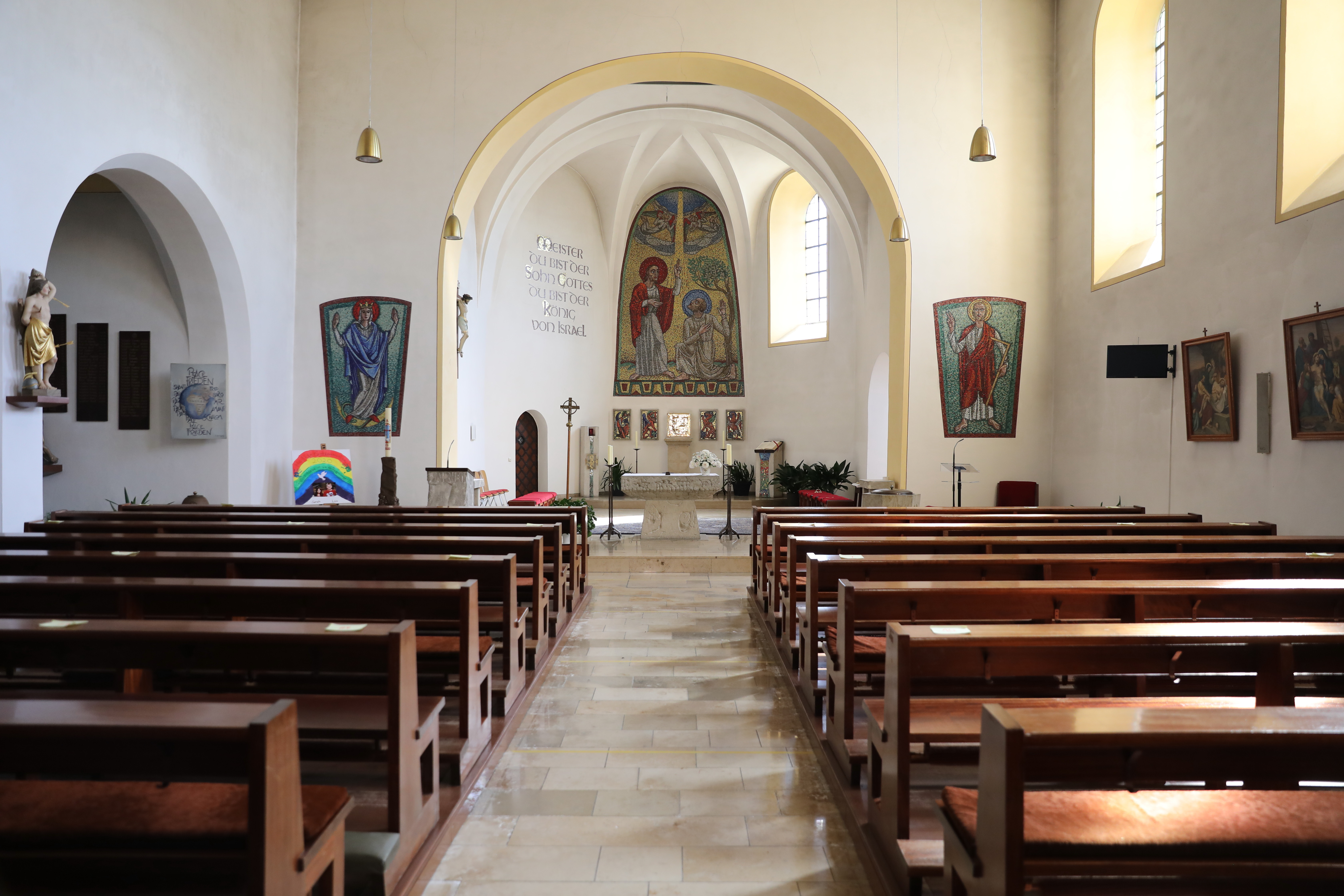
Innenraum

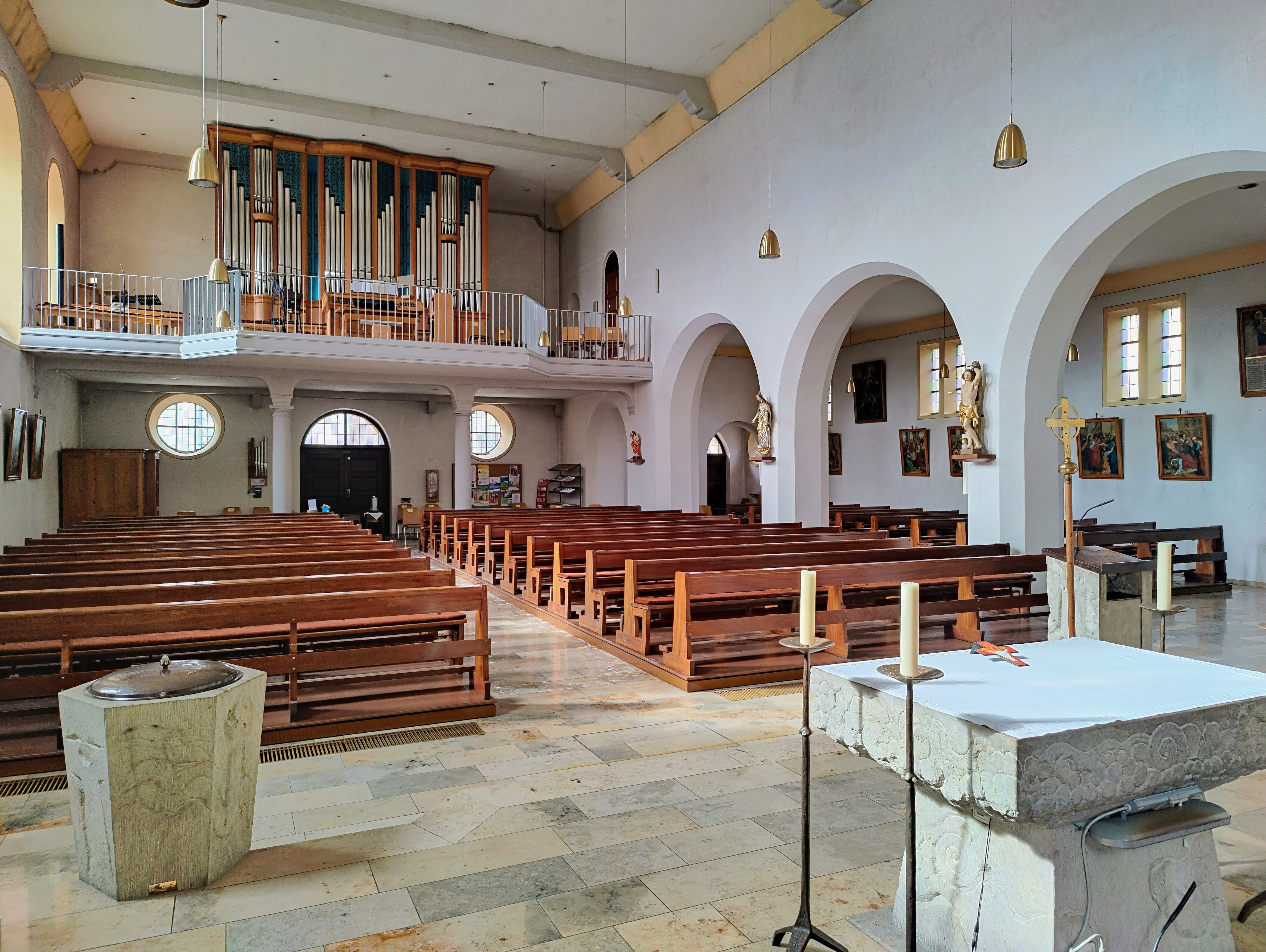
Blick zur Orgel (2022)

## Ausstattung
Das Mosaik an der Chorstirnwand zeigt die Begegnung Jesu mit seinem Jünger Natanaël, der wohl mit dem Apostel Bartholomäus gleichzusetzen ist. Die Verheißung Jesu ist in der oberen Bildhälfte dargestellt. Das Bekenntnis des Apostels steht auf der linken Chorwand: „Meister, du bist der Sohn Gottes, du bist der König von Israel!“ (Joh 1,51 ) Den Kirchenpatron St. Bartholomäus zeigt auch das mittlere Bild im Seitenschiff.
Das linke Mosaik neben dem Chorbogen stellt die Mondsichelmadonna, mit den Füßen auf der Mondsichel und einem Fuß auf dem Kopf einer Schlange stehend, dar. Eine Muttergottesfigur steht außerdem auf einer Konsole am mittleren Pfeiler des Kirchenschiffes. Eine Pietà befindet sich im Seitenschiff an der östlichen Stirnwand unter den Tafeln mit den Namen der Gefallenen des Zweiten Weltkrieges. Das rechte Mosaik neben dem Chorbogen zeigt den heiligen Josef mit einem Zimmermannswinkel.
Altar, Ambo, Taufstein, die beiden Säulen links und rechts vom Tabernakel, der bronzene Osterleuchter, der kleine Altar in der Seitenkapelle, der Kronenleuchter und die Bronzeplatte des Karwochentabernakels in der Seitenkapelle sind Werke von Heinrich Schreiber.
An der Chorstirnwand steht in der Mitte der Tabernakel. Er wird eingerahmt von den farbigen Darstellungen der Symbole der Evangelisten. Links steht eine Säule mit dem ewigen Licht und den heiligen Ölen, die rechte Säule trägt das Evangeliar. Die Reliefs auf dem Osterleuchter zeigen die Frauen am leeren Grab, den Auferstandenen und Maria Magdalena, den Auferstandenen und Thomas sowie Jesus mit den Emmausjüngern. Den Karwochentabernakel in der Seitenkapelle schmückt eine Bronzeplatte mit einer Darstellung von Jesus und den beiden Emmausjüngern. Die vierzehn Nothelfer sind auf der Bronzekrone des Kronenleuchters dargestellt. 

### Orgel
Im Jahr 1936 stellte der Lichtenfelser Orgelbauer Eusebius Dietmann eine Orgel auf, die nach Erweiterungen zum Schluss 30 Register auf zwei Manualen und Pedal hatte. An Stelle einer notwendigen aufwändigen Generalsanierung entschied sich die Kirchengemeinde für einen Ersatzneubau. Die neue Orgel mit 26 Registern auf zwei Manualen und Pedal baute 2004/2005 Rieger Orgelbau aus Schwarzach. Aus klanglichen Gründen wurde die geschlossene Emporenbrüstung durch eine offene ersetzt.

### Glocken
Das Geläut von St. Bartholomäus besteht aus vier Glocken. Drei Glocken wurden von Friedrich Wilhelm Schilling in Heidelberg gegossen und 1964 geweiht. Sie tragen die Inschriften „St. Maria Regina Pacis A.D. 1964“ (= Hl. Maria, Königin des Friedens), „St. Johannes Baptista Vox Clamantis in Deserto A.D. 1964“ (= Hl. Johannes, die Stimme des Rufenden in der Wüste) und „St. Michael Defende nos in Proelio A.D. 1964“ (= Hl. Michael, steh uns bei im Kampfe) und wiegen zusammen etwa 38 Zentner. Die vierte, kleinere Glocke, die einstige Evangelium-Glocke, entstand 1857 und erinnert an den Ortsbrand im Jahr zuvor: Sie trägt die Inschrift „Am 19. März 1856 totaler Abbrand des Marktes Nordhalben“ und die Namen des Richters, des Pfarrers, des Bürgermeisters, des Handwerkmeisters und der Mitglieder der Kirchenverwaltung. Der Klang dieser Glocke (Stimmung h) harmoniert nicht mehr mit den anderen Glocken (f-as-b), weshalb sie allein als Totenglocke geläutet wird.
Die ursprünglichen Glocken der Kirche mussten zum Großteil während des Ersten und Zweiten Weltkriegs abgegeben werden und wurden für Rüstungszwecke eingeschmolzen. Zwischen 1950 und 1964 befanden sich drei andere Glocken im Kirchturm, die durch eine Sammlung erworben worden waren.

### Kirchhof
Im Kirchhof steht eine 190 cm hohe Sandsteinstatue des heiligen Johannes Nepomuk. Sie wird auf 1750 bis 1770 datiert und wurde 1998 restauriert. Die Statue stand ursprünglich am Marktplatz.